# Meads Peak
Der Meads Peak ist ein 1165 m hoher Berg im westantarktischen Queen Elizabeth Land. In der Neptune Range der Pensacola Mountains ragt er 800 m vor dem nordwestlichen Ende des Hudson Ridge auf.
Der United States Geological Survey kartierte ihn anhand eigener Vermessungen und Luftaufnahmen der United States Navy aus den Jahren von 1956 bis 1966. Das Advisory Committee on Antarctic Names benannte ihn 1968 nach Edward C. Meads, Baufahrzeugfahrer auf der Ellsworth-Station im antarktischen Winter 1958.